# Escalada esportiva nos Jogos Olímpicos de Verão da Juventude de 2018
As competições de escalada esportiva nos Jogos Olímpicos de Verão da Juventude de 2018 ocorreram entre 7 e 10 de outubro no Parque Mujeres Argentinas, localizado no Parque Urbano, em Buenos Aires, Argentina, num total de dois eventos.
Foi a primeira aparição do esporte em uma edição de Jogos Olímpicos da Juventude, com provas combinadas no masculino e feminino de speed, bouldering e lead.

## Calendário
| Outubro            | 6 | 7 | 8 | 9 | 10 | 11 | 12 | 13 | 14 | 15 | 16 | 17 | 18 |
| ------------------ | - | - | - | - | -- | -- | -- | -- | -- | -- | -- | -- | -- |
| Escalada esportiva |   |   |   | 1 | 1  |    |    |    |    |    |    |    |    |

|  | Dia de competição |  | Dia de final |

## Medalhistas
| Evento                       | Ouro                       | Prata                    | Bronze                   |
| ---------------------------- | -------------------------- | ------------------------ | ------------------------ |
| Combinado masculino detalhes | Keita Dohi JPN Japão       | Shuta Tanaka JPN Japão   | Sam Avezou FRA França    |
| Combinado feminino detalhes  | Sandra Lettner AUT Áustria | Vita Lukan SLO Eslovênia | Laura Lammer AUT Áustria |

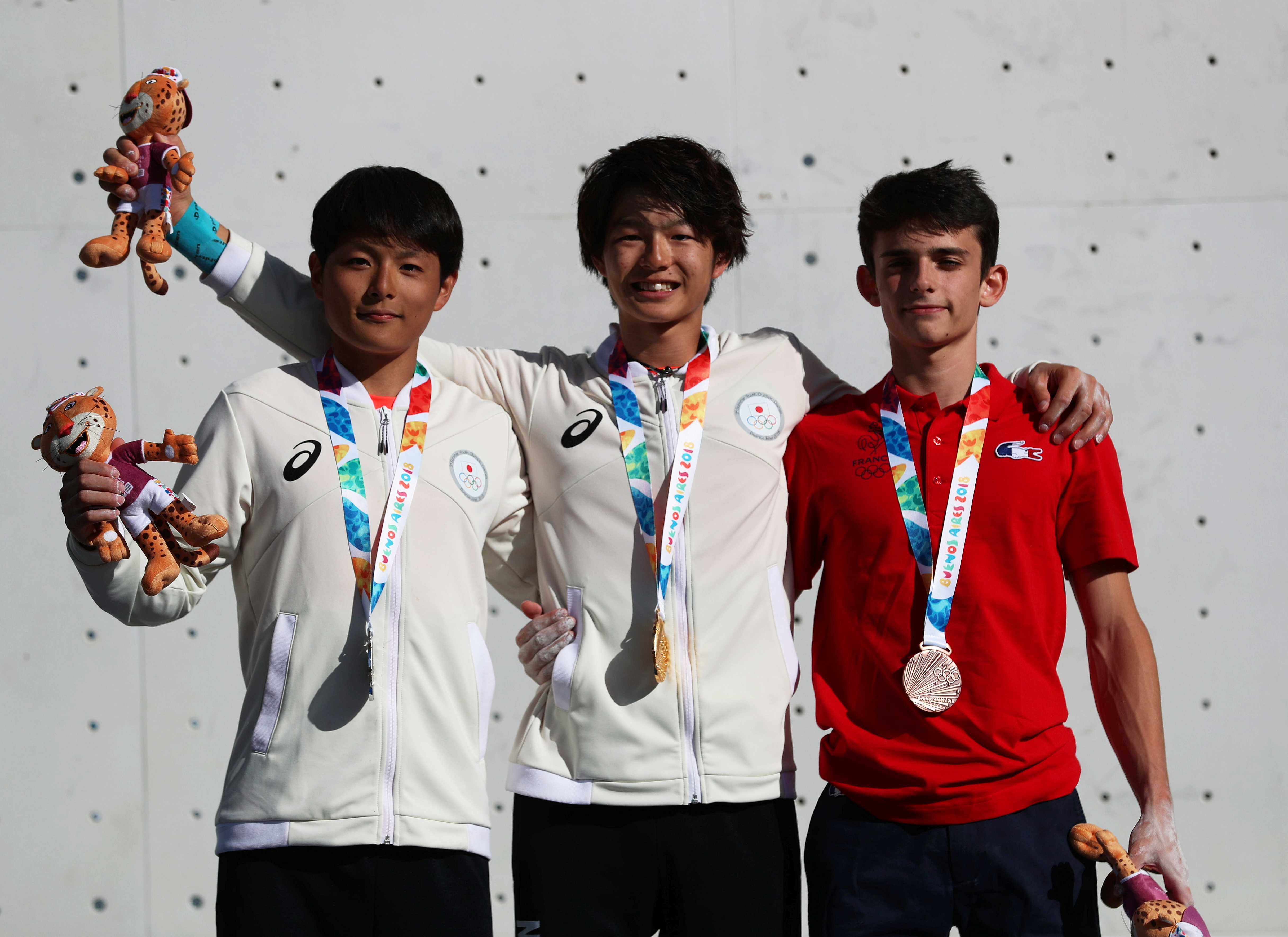
Combinado masculino
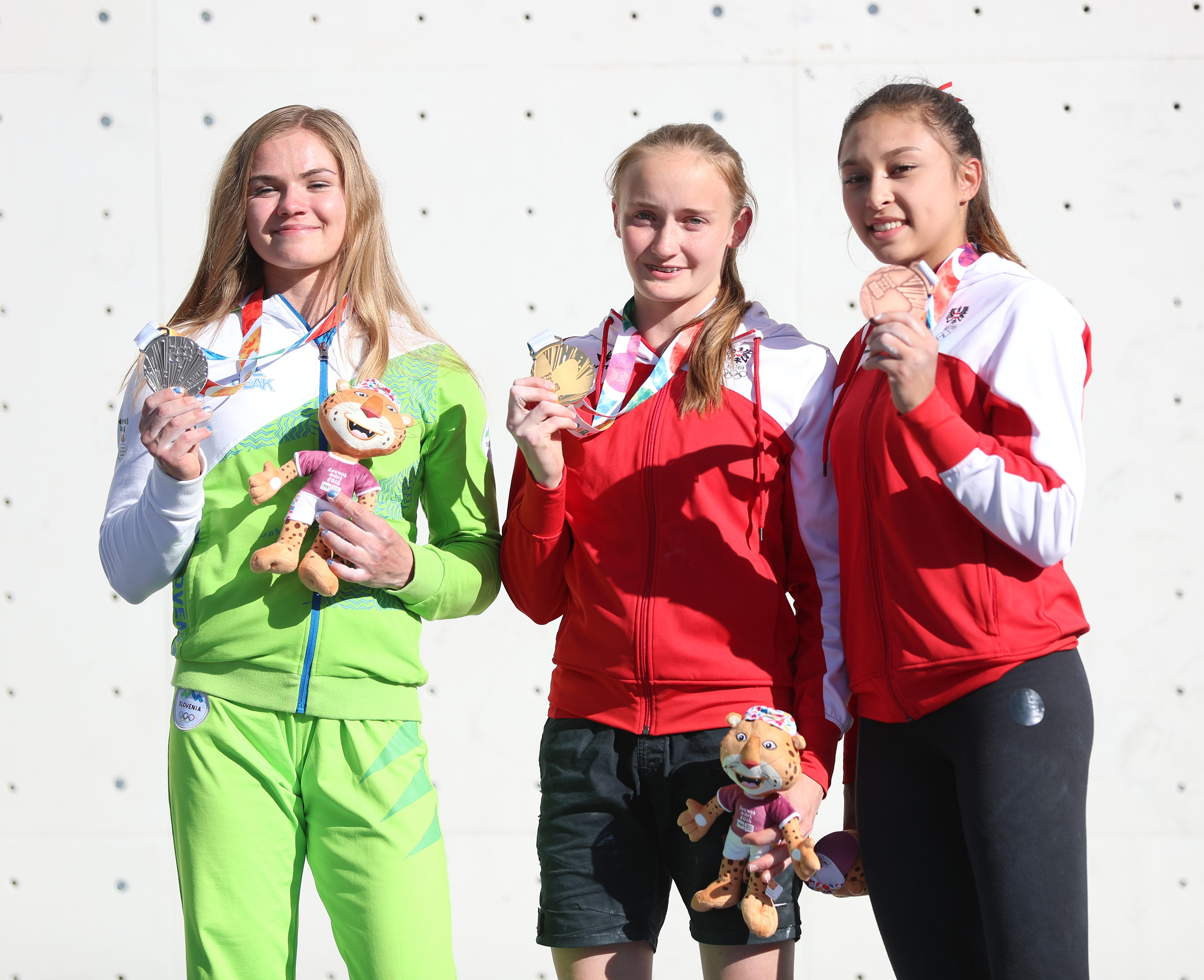
Combinado feminino

## Quadro de medalhas
| Ordem | País          | Medalha de ouro | Medalha de prata | Medalha de bronze |   |
| ----- | ------------- | --------------- | ---------------- | ----------------- | - |
| 1     | JPN Japão     | 1               | 1                |                   | 2 |
| 2     | AUT Áustria   | 1               |                  | 1                 | 2 |
| 3     | SLO Eslovênia |                 | 1                |                   | 1 |
| 4     | FRA França    |                 |                  | 1                 | 1 |
| TOTAL | TOTAL         | 2               | 2                | 2                 | 6 |